# Postman (Film)
Postman ist ein US-amerikanischer Endzeitfilm aus dem Jahr 1997. Kevin Costner führte Regie und spielte auch die Hauptrolle. Der Film basiert auf dem gleichnamigen Roman von David Brin. Der Film startete am 12. Februar 1998 in den deutschen Kinos.

## Handlung
Im Jahr 2013 sind die Vereinigten Staaten nach einem Bürgerkrieg, in dem auch Nuklearwaffen eingesetzt worden sind, verwüstet und politisch zerfallen. Die Überlebenden werden in ihren verstreuten Siedlungen von einer Gruppe paramilitärisch organisierter Banditen, die sich selbst als Holnisten bezeichnen, terrorisiert und ausgebeutet. 
Ein namenloser Fremder zieht in dieser Zeit mit seinem Maultier durch das Land und verdient sich Essen und Unterkunft mit Theateraufführungen, bei denen er meist Shakespeare-Stücke spielt. Bei einem dieser Auftritte trifft er auf die Armee der Holnisten. Er wird gegen seinen Willen rekrutiert, muss ihnen beitreten und erhält ein Brandmal als Zeichen der Zugehörigkeit. Nach einiger Zeit kann er den Holnisten und ihrem größenwahnsinnigen Anführer, einem Warlord, der sich „Bethlehem“ nennt, jedoch entkommen.
Durch Zufall findet der Wanderer auf seiner Flucht in einem Autowrack eine alte Postuniform sowie einen Sack mit Briefen und beschließt spontan, sich als Postbote der Wiederhergestellten Vereinigten Staaten auszugeben, um sich in der befestigten Siedlung Pineview ein warmes Essen und eine Unterkunft zu verschaffen. Die Bevölkerung von Pineview ist nach anfänglicher Skepsis von der Auslieferung der alten Briefe begeistert und fängt an, ihm zu glauben. Auf einer Feier kommt die junge Frau Abby zum „Postboten“ (Postman) und bittet ihn, mit ihr zu schlafen, um ein Kind zu zeugen. Da ihr Mann unfruchtbar ist und Leihvaterschaften innerhalb eines Ortes oft problematisch seien, sei er als nur selten anwesender Postbote der ideale „Samenspender“. Nach anfänglichem Sträuben stimmt der Postman schließlich zu. Vom Sheriff daraufhin der Stadt verwiesen, zieht er am nächsten Tag weiter, macht in der Nacht zuvor aber noch durch Zufall und eher unwillig den jungen Mann Ford Lincoln Mercury aus Pineview ebenfalls zu einem Postman. Dieser ist von der Idee des Postdienstes als Symbol der Erneuerung begeistert und wird einer seiner glühendsten Anhänger.
Bethlehem erfährt bei einem Überfall auf Pineview von dem angeblich wieder eingerichteten Postdienst und erkennt die Bedrohung, die der neu geweckte Glauben an einen funktionierenden Staat für seine Pläne bedeutet. Er brennt das von Mercury hergerichtete Postamt nieder, ersticht Abbys Mann und entführt diese. Er verfolgt anschließend die Spur des Postman. Dieser führt derweil nichtsahnend seine Masche als Postbote weiter und besucht immer neue Siedlungen. In der Siedlung Benning, die sich – motiviert durch die Gerüchte über die angeblich wiederhergestellten Vereinigten Staaten – den Holnisten widersetzt, trifft er dann auf Bethlehems Armee. Bethlehem, der sich durch die lateinische Redewendung Hannibal ante portas mit dem Feldherrn Hannibal aus Karthago gleichstellt, überfällt trotz Friedensbemühungen seitens des Postman die Siedlung und brennt sie nieder. Abby kann einen Wachmann überwältigen und mit dessen Sturmgewehr weitere niederschießen, dabei auch die Exekution des Postman verhindern. Gemeinsam erkämpfen sie die Flucht, er wird jedoch dabei angeschossen. Der Winter bricht herein und er verbringt diesen mit Abby, die ihn gesund pflegt, in einer abgelegenen Hütte in den Bergen. Die beiden kommen sich nur wenig näher, da Abby immer noch um ihren Mann trauert, den Postman als willens- und antriebsschwach erlebt und obendrein durch sein Holnisten-Brandmal misstrauisch wird.
Im Frühjahr ziehen beide erneut los und begegnen der jungen Postbotin Ponytail. Es zeigt sich: Während des Winters hat Ford auf eigene Faust einen Postdienst eingerichtet und weitere junge Menschen motiviert, sich ihm anzuschließen. Sie haben tatsächlich einen Postdienst aufgebaut, der bereits viele Siedlungen versorgt. Der Postman spielt mehr widerwillig als begeistert mit und lässt sich zum Beauftragten des angeblichen Präsidenten der Wiederhergestellten Vereinigten Staaten machen. Der Postdienst richtet immer mehr Postrouten ein und ermöglicht so den vereinzelten Siedlungen und ihren Bewohnern wieder eine Kommunikation miteinander, weswegen diese neue Hoffnung im Widerstand gegen die Holnisten schöpfen.
Bethlehem, der in seinem früheren Leben bloß ein kleiner Vertreter von Kopiergeräten war, ist zunehmend erzürnt, dass der Postman den Postdienst aufgebaut hat. Das kursierende Gerücht, dass ein neuer Präsident gewählt worden sei, ist eine Bedrohung seiner Machtbasis, weswegen er einen systematischen Krieg gegen den Postdienst beginnt. Nachdem Bethlehem einige Postboten und mehrere Bewohner einer Siedlung hat umbringen lassen, erklärt der Postman den Postdienst für aufgelöst, weil er nicht die Verantwortung für noch mehr Menschenleben übernehmen will. Mit der schwangeren Abby verlässt er das Gebiet, um die Aufmerksamkeit Bethlehems von den Menschen dort abzulenken.
Als Ford einen letzten Brief an Bethlehem übermitteln will, wissend, dass er danach hingerichtet wird, ist Bethlehem zunächst siegessicher und will den Krieg beenden. Als Mercury jedoch kurz vor der Erschießung einem anderen, ihm unbekannten Postboten begegnet und sich dieser als Postzusteller der Wiederhergestellten Republik Californien vorstellt, erkennt Bethlehem, dass die Idee des Postmans um sich gegriffen hat und der Widerstand gegen seinen Despotismus auch ohne ihn weitergehen wird. Unter Bezugnahme auf die Redewendung Tabula rasa führt er daher den Krieg fort, während der Postman mit Abby flieht. In der Siedlung Bridge City, die vom ehemaligen Musiker Tom Petty geleitet wird, erkennt der Postman endlich, dass er immer noch von Bethlehem verfolgt wird und sich ihm stellen muss, wenn er Frieden haben will. Er rekrutiert viele ehemalige Postzusteller für den Kampf und gewinnt weitere Männer und Frauen, die sich ihm anschließen.
In der finalen Schlacht stehen sich Postboten und Holnisten als Kavallerie gegenüber, wobei Bethlehems Armee wesentlich besser ausgerüstet ist. Der Postman, der ja selbst einst Holnist war, beruft sich aber auf Bethlehems Clanregeln, die jedem Rekruten der Holnisten eingebläut wurden: Demnach hat jedes Mitglied das Recht, den amtierenden Anführer zum Duell zu fordern. Bethlehem unterliegt im Duell gegen den Postman und wird schließlich von seinem eigenen Stellvertreter erschossen, als er trotz seiner Niederlage versucht, den Postman hinterrücks zu töten. Der Postman kehrt zu Abby zurück.
Der Film endet mit einem Zeitsprung ins Jahr 2043 in der Siedlung St. Rose. Die Zivilisation ist in den Vereinigten Staaten dank der Handlungen des Postman zurückgekehrt und Hope, die Tochter von Postman und Abby, enthüllt dort ein Denkmal, das den auf einem galoppierenden Pferd reitenden Postman darstellt, wie er einen Brief von einem kleinen Jungen ergreift (eine Szene, die im Film tatsächlich vorkommt). Voller Stolz ruft einer der erwachsenen Gäste in die Menschenmenge: „Das war ich!“

## Rezeption
Die Produktionskosten betrugen ungefähr 80 Millionen US-Dollar, während der Film in den USA nur ca. 17,5 Millionen einspielte.
Der Film war somit einer der größten finanziellen Misserfolge des Jahrzehnts und wurde auch von der Filmkritik negativ aufgenommen.
James Berardinelli schrieb auf „ReelViews“, es sei kaum zu glauben, dass Costner, der die Regie bei Der mit dem Wolf tanzt führte, für etwas derart entsetzlich Misslungenes („horribly mishandled“) verantwortlich sei. Die Idee des Films fand er genauso schlecht wie die Umsetzung, das Drehbuch dumm („dumb“) und unlogisch.

„Eine ohne jede Spur von Kraft, Tempo und Humor erzählte Utopie, deren phlegmatischer Held zur messianischen Heilsfigur hochstilisiert wird. Nicht mehr als ein selbstverliebter, filmisch uninspirierter, über die Maßen langweiliger Inszenierungsversuch von Kevin Costner.“

Hingegen hält der Film eine Bewertung von 6,1 bei 10 möglichen Punkten auf der IMDb.

## Auszeichnungen
Saturn Award 1998
- Nominierung als „Bester-Science-Fiction-Film“[4]
- Nominierung für Kevin Costner als bester Schauspieler
- Nominierung für Will Patton als bester Nebendarsteller

Goldene Himbeere 1998
- Schlechtester Film
- Kevin Costner als schlechtester Schauspieler
- Kevin Costner als schlechtester Regisseur
- Eric Roth und Brian Helgeland für das schlechteste Drehbuch
- Schlechtester Soundtrack
- Nominierung im Jahr 2000 als Der schlechteste Film des Jahrzehnts